# Galesburg (Észak-Dakota)
Galesburg város az USA Észak-Dakota államában, Traill megyében. Lakosainak száma 118 fő (2020. április 1.).

## Népesség
A település népességének változása:
| Lakosok száma | 169  | 108  | 118  |
|               | 1950 | 2010 | 2020 |